# Ассоциация гуманистической психологии
Ассоциация гуманистической психологии была основана в США в 1962 году Абрахамом Маслоу, Куртом Гольдштейном, Ролло Мэем, Карлом Роджерсом и др. Ассоциация объединила психологов, разделявших гуманистические взгляды. Гуманистическая психология — направление психологии, признающее своим главным предметом личность, как уникальную целостную систему.
Ассоциация имеет филиалы в ряде штатов США, а также представительства во многих странах мира. А России — в Москве и Санкт-Петербурге.
Миссия Ассоциации гуманистической психологии (AHP) — способствовать улучшению человеческого опыта и эволюции сознания.
Ключевые ценности:
- вера в людей и их возможность увеличивать свой человеческий потенциал;
- понимание жизни как процесса и постоянных перемен;
- заинтересованность в экологической интеграции;
- поиск глубинных проблем нашего мира и вера в то, что нам удастся найти конструктивный выход.